# Anastassija Kolessawa
Anastassija Kolessawa (belarussisch Анастасія Колесава, englisch Anastasiya Kolesava; geb. 2. Juni 2000) ist eine belarussische Radrennfahrerin, die auf der Straße aktiv ist.

## Sportlicher Werdegang
Als Juniorin gewann Kolessawa drei nationale Titel auf der Straße und vertrat ihr Land bei Welt- und Europameisterschaften. Mit dem Wechsel in die U23 wurde sie Mitglied im WCC Team, bei dem sie drei Jahre blieb. Beim Grand Prix Velo Manavgat 2021 verpasste sie als Zweite knapp einen Sieg bei einem internationalen Rennen. Nach einem Jahr beim französischen Team Stade Rochelais Charente-Maritime ohne nennenswerte Ergebnisse wechselte sie zur Saison 2023 zum Arkéa Pro Cycling Team. Für das Team nahm sie an der Tour de France Femmes teil, die sie auf dem 115. Platz beendete. Beim Giro della Toscana Femminile erzielte sie mit dem Gewinn der dritten Etappe ihren ersten internationalen Erfolg. Zudem wurde sie bei dieser Rundfahrt sowie bei der Tour Cycliste Féminin International de l’Ardèche jeweils Dritte der Gesamtwertung.
2024 wurde Kolessowa Mitglied bei Canyon//SRAM Generation, dem Development Team von Canyon//SRAM Racing. Beim Grote Prijs Lucien Van Impe stand sie als Zweite erneut auf dem Podium eines Rennens. Zur Saison 2025 wurde sie in das UCI Women’s WorldTeam von Canyon//SRAM übernommen. Nach Alena Amjaljussik ist sie erst die zweite belarussische Radrennfahrerin, die einen Vertrag bei einem WorldTeam erhielt.

## Erfolge
2017
- Belarussische Meisterin – Straßenrennen (Junioren)

2018
- Belarussische Meisterin – Straßenrennen und Einzelzeitfahren (Junioren)

2020
- Belarussische Meisterin – Einzelzeitfahren (U23)

2023
- eine Etappe Giro della Toscana Femminile